# Pleuranthodium pterocarpum
Pleuranthodium pterocarpum är en enhjärtbladig växtart som först beskrevs av Karl Moritz Schumann, och fick sitt nu gällande namn av Rosemary Margaret Smith. Pleuranthodium pterocarpum ingår i släktet Pleuranthodium och familjen Zingiberaceae. Inga underarter finns listade i Catalogue of Life.